# Purvis Short
Purvis Short (Hattiesburg, Misisipi, 2 de julio de 1957) es un exjugador de baloncesto estadoinidense que jugó durante 12 temporadas en la NBA, la mayor parte de ellas en los Golden State Warriors. Con 2,01 metros de estatura, jugaba en la posición de escolta. Es hermano del también exjugador de la NBA Gene Short.

## Trayectoria deportiva

### Universidad
Desarrolló su carrera universitaria en la Universidad de Jackson State. Tras una brillante trayectoria, fue incluido en el Hall of Fame de la Southwestern Athletic Conference.

### Profesional
Fue elegido en la quinta posición del Draft de la NBA de 1978 por Golden State Warriors, donde tras unos comienzos dubitativos, se hizo con el puesto de titular. Su mejor temporada fue la 84-85, donde terminó promediando 28 puntos (4.º de la NBA), 5,1 rebotes y 3 asistencias por partido. Tras 9 temporadas con los Warriors, firmó con Houston Rockets a comienzos de la temporada 1987-88. Allí jugó durante dos años, rindiendo a menor nivel que en temporadas pasadas. Fue traspasado a New Jersey Nets, donde contó con más minutos, acabando promediando más de 13 puntos por partido.
Terminó su carrera en Israel, jugando en el Hapoel Tel Aviv, con el que se proclamó subcampeón de la liga de aquel país. En sus 12 temporadas en la NBA promedió 17,3 puntos y 4,3 rebotes por partido.

## Estadísticas de su carrera en la NBA

### Temporada regular
| Año     | Equipo       | PJ  | PT  | MPP  | %TC  | %3P  | %TL  | RPP | APP | ROB | TPP | PPP  |
| ------- | ------------ | --- | --- | ---- | ---- | ---- | ---- | --- | --- | --- | --- | ---- |
| 1978-79 | Golden State | 75  | –   | 22.7 | .479 | –    | .671 | 4.6 | 1.3 | 0.7 | 0.2 | 10.6 |
| 1979-80 | Golden State | 62  | –   | 26.4 | .503 | .000 | .812 | 5.1 | 2.0 | 1.0 | 0.1 | 17.0 |
| 1980-81 | Golden State | 79  | –   | 29.2 | .475 | .176 | .820 | 4.9 | 3.2 | 1.0 | 0.2 | 16.1 |
| 1981-82 | Golden State | 76  | 8   | 23.4 | .488 | .214 | .801 | 3.5 | 2.8 | 0.9 | 0.1 | 14.4 |
| 1982-83 | Golden State | 67  | 57  | 35.8 | .487 | .267 | .828 | 5.3 | 3.4 | 1.4 | 0.2 | 21.4 |
| 1983-84 | Golden State | 79  | 76  | 37.3 | .473 | .306 | .793 | 5.5 | 3.1 | 1.3 | 0.1 | 22.8 |
| 1984-85 | Golden State | 78  | 77  | 39.5 | .460 | .313 | .817 | 5.1 | 3.0 | 1.5 | 0.3 | 28.0 |
| 1985-86 | Golden State | 64  | 63  | 37.9 | .482 | .306 | .865 | 5.1 | 3.7 | 1.4 | 0.3 | 25.5 |
| 1986-87 | Golden State | 34  | 15  | 27.9 | .479 | .235 | .856 | 4.0 | 2.5 | 1.3 | 0.2 | 18.3 |
| 1987-88 | Houston      | 81  | 11  | 24.1 | .481 | .238 | .858 | 2.7 | 2.0 | 0.7 | 0.2 | 14.3 |
| 1988-89 | Houston      | 65  | 16  | 17.8 | .413 | .273 | .865 | 2.8 | 1.6 | 0.7 | 0.2 | 7.4  |
| 1989-90 | New Jersey   | 82  | 24  | 27.0 | .455 | .286 | .835 | 3.0 | 1.8 | 0.8 | 0.2 | 13.1 |
| Total   | Total        | 842 | 347 | 29.2 | .474 | .282 | .824 | 4.3 | 2.5 | 1.0 | 0.2 | 17.3 |

### Playoffs
| Año   | Equipo       | PJ | PT | MPP  | %TC  | %3P  | %TL   | RPP | APP | ROB | TPP | PPP  |
| ----- | ------------ | -- | -- | ---- | ---- | ---- | ----- | --- | --- | --- | --- | ---- |
| 1987  | Golden State | 10 | 2  | 25.3 | .463 | .000 | .889  | 3.3 | 2.7 | 1.2 | 0.2 | 14.6 |
| 1988  | Houston      | 4  | 0  | 17.8 | .269 | .000 | 1.000 | 2.3 | 0.3 | 0.3 | 0.0 | 5.5  |
| 1989  | Houston      | 4  | 0  | 9.3  | .381 | .000 | .600  | 2.3 | 0.3 | 0.0 | 0.0 | 4.8  |
| Total | Total        | 18 | 2  | 20.1 | .424 | .000 | .878  | 2.8 | 1.6 | 0.7 | 0.1 | 10.4 |